# Michael Kelly (Erzbischof)

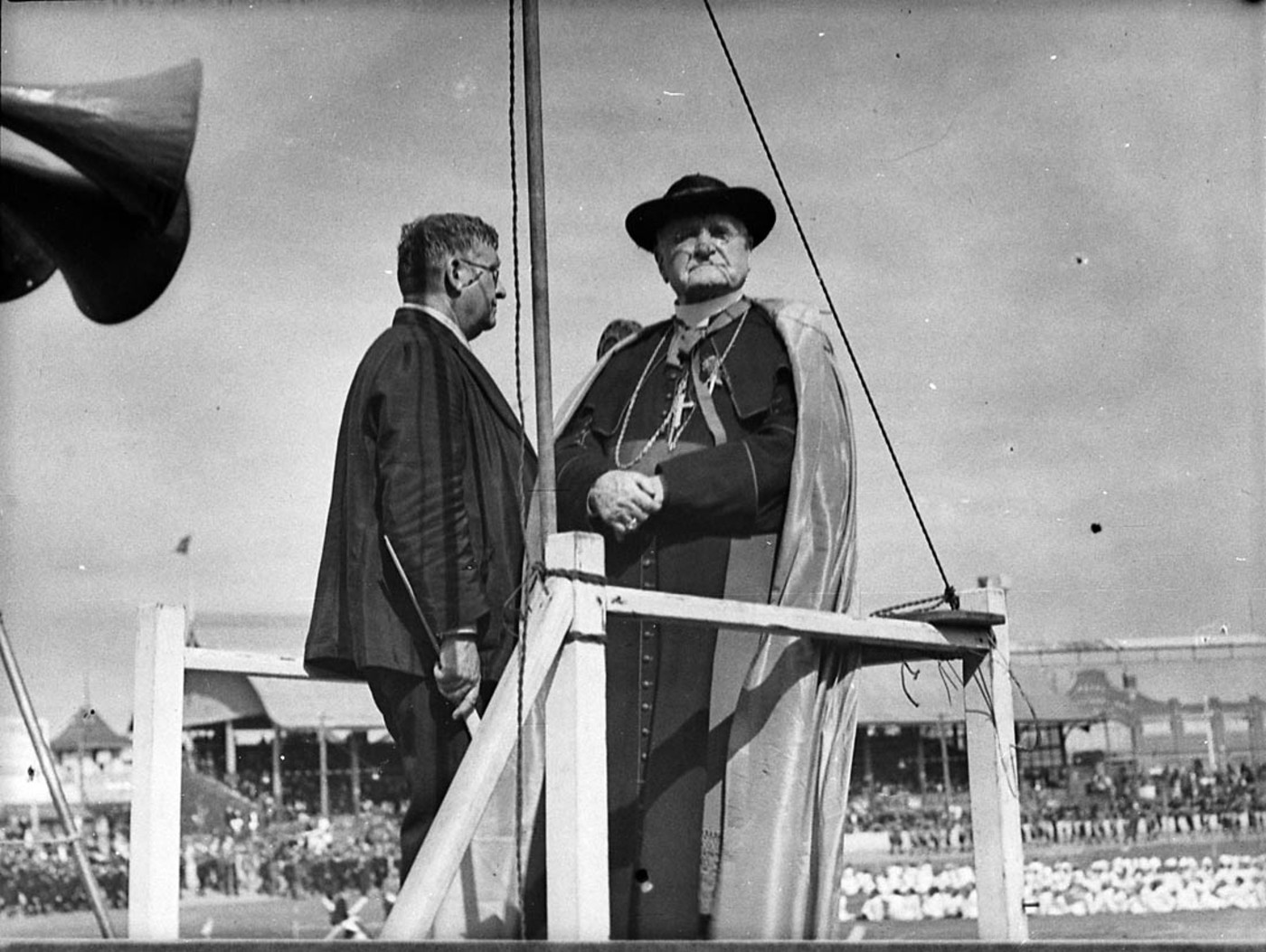
Kelly am Saint Patrick’s Day 1939 in Paddington

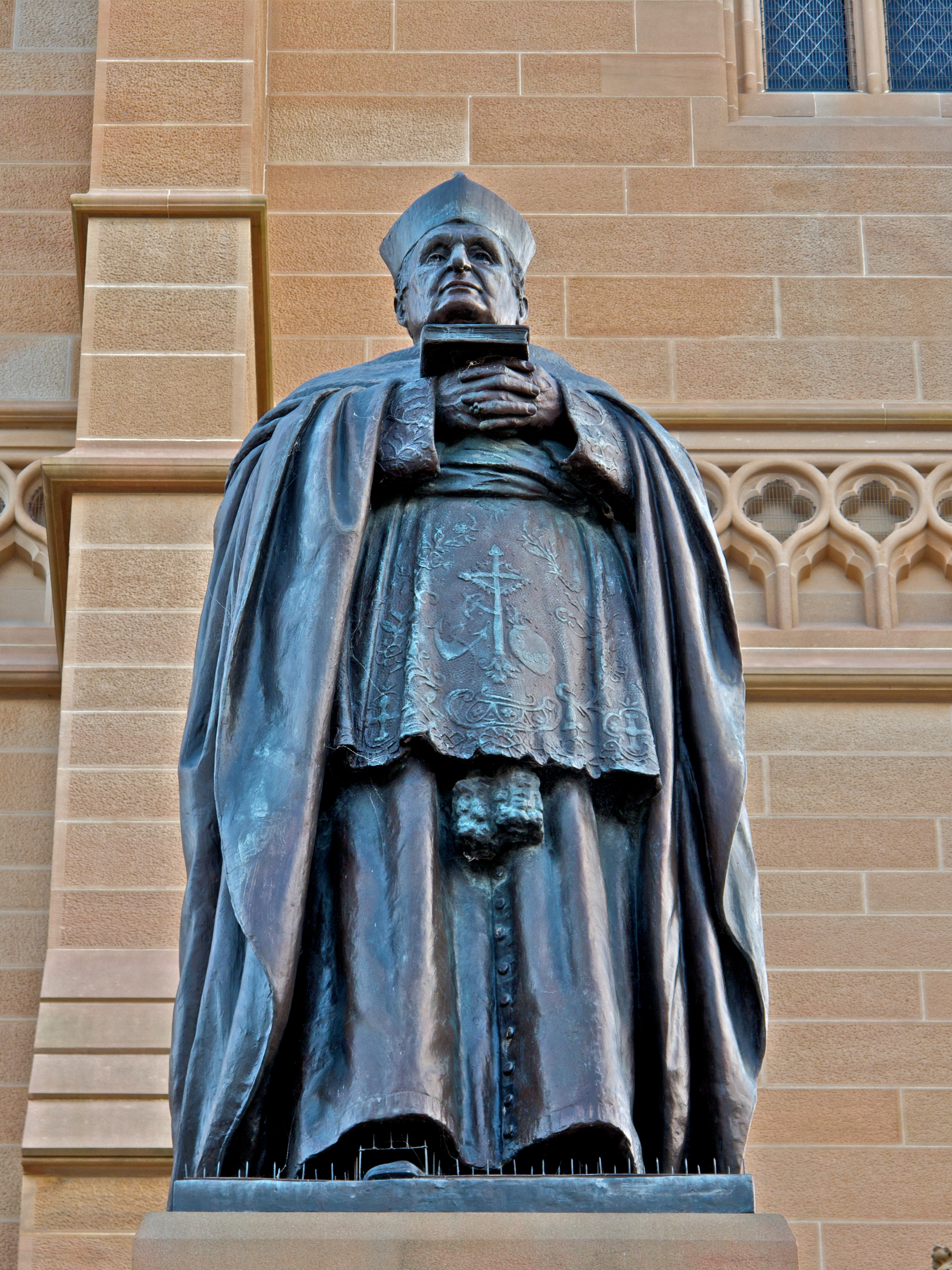
Statue von Erzbischof Kelly an der Saint Mary’s Cathedral

Michael Kelly (* 13. Februar 1850 in Waterford, Irland; † 8. März 1940 in Sydney, Australien) war ein irischer römisch-katholischer Geistlicher und Erzbischof von Sydney.

## Leben
Michael Kelly empfing am 1. November 1872 durch den Bischof von Ferns, Thomas Furlong, das Sakrament der Priesterweihe.
1894 wurde er Rektor des Irischen Kollegs in Rom.
Am 20. Juli 1901 wurde Kelly zum Titularerzbischof von Achrida und Koadjutorerzbischof von Sydney ernannt. Die Bischofsweihe empfing er am 25. August desselben Jahres durch Francesco di Paola Kardinal Satolli; Mitkonsekratoren waren Diomede Panici, Sekretär der Heiligen Ritenkongregation, und Bernhard Döbbing OFM, Bischof von Nepi und Sutri.
Nach dem Tod von Patrick Francis Kardinal Moran am 16. August 1911 folgte er diesem als Erzbischof von Sydney nach. Für seine Verdienste wurden Erzbischof Kelly die Ehrentitel eines Päpstlichen Thronassistenten und Römischen Grafen verliehen.